# Exorista mella
Exorista mella là một loài ruồi trong họ Tachinidae.